# イオンモール鈴鹿

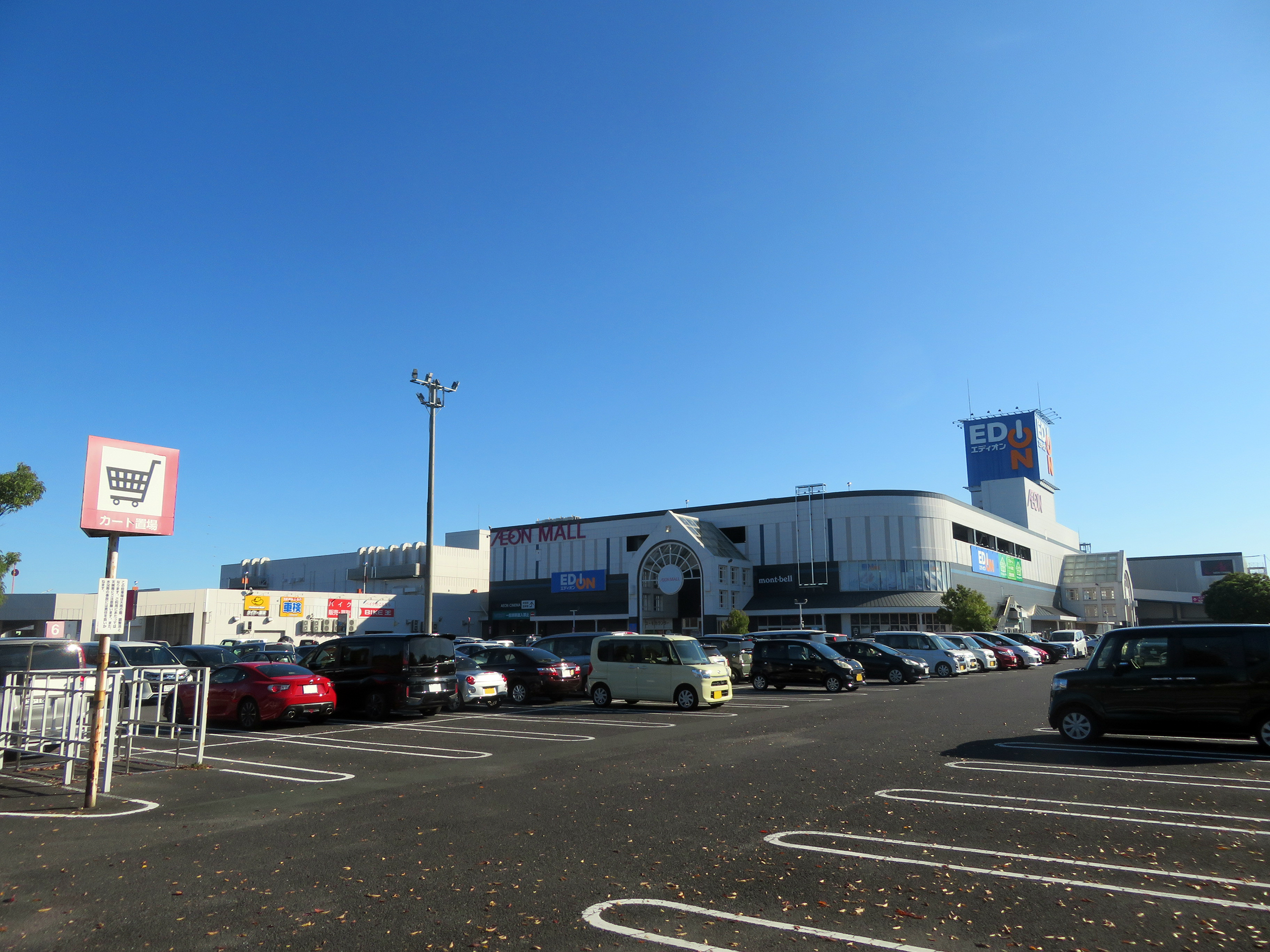
イオンモール鈴鹿 WEST棟

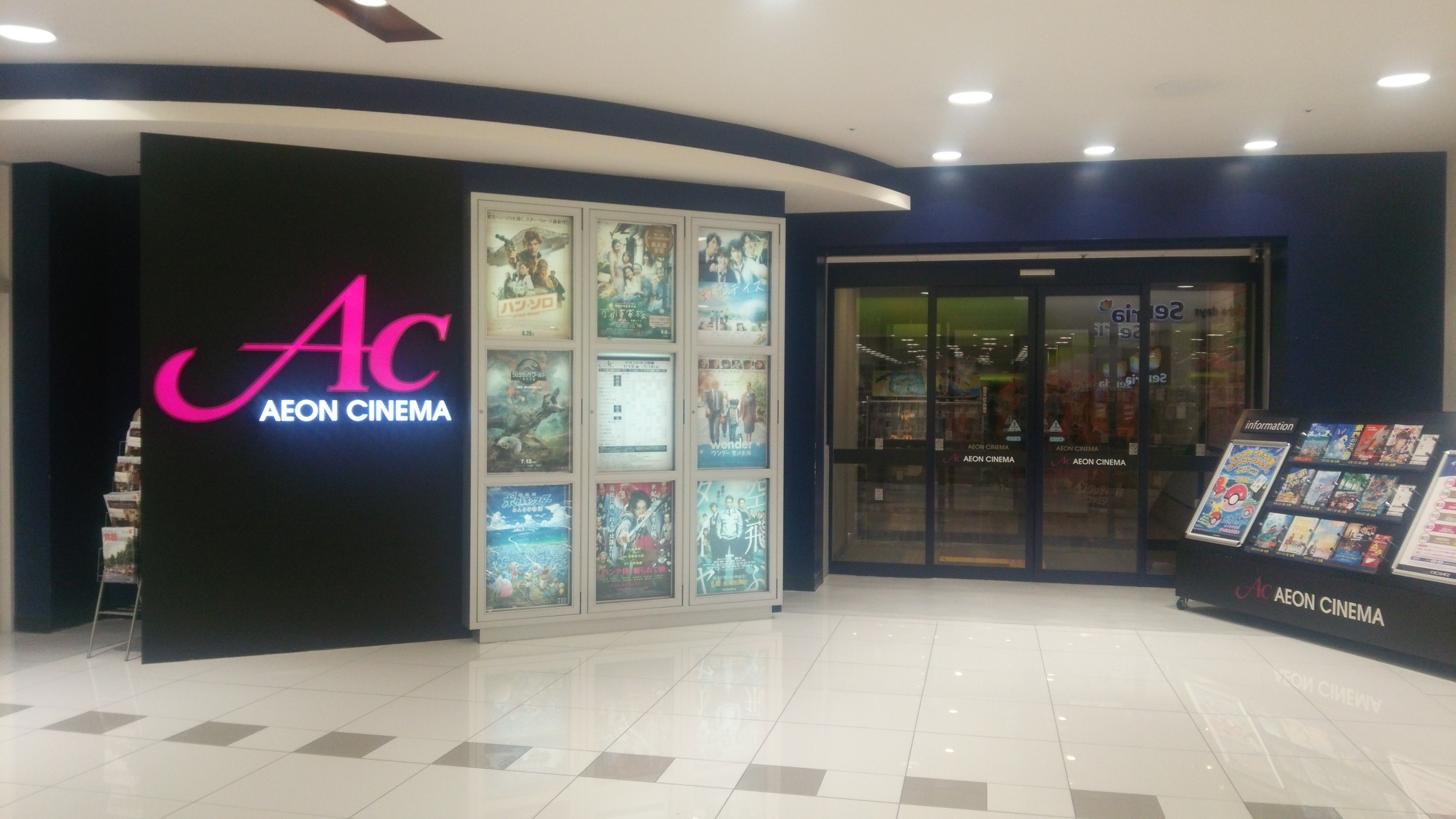
イオンシネマ鈴鹿

イオンモール鈴鹿（イオンモールすずか）は、三重県鈴鹿市庄野羽山に所在するイオンモール株式会社運営のショッピングセンターである。
開業当初は鈴鹿や地権者であるカネボウ（当時）にちなんで「ベルシティ (BELLCITY) 」という名称及び愛称が設定されている。

## 概要
縮小が決まっていたカネボウ繊維鈴鹿工場の跡地開発のため、カネボウ繊維とイオン興産が共同で1994年（平成6年）1月にベルシティ株式会社を設立、開発にあたった。
そして1996年（平成8年）11月29日にイオン鈴鹿ショッピングセンターベルシティとしてグランドオープン。ジャスコ鈴鹿ベルシティ店を南側に、北側の1Fにはスポーツオーソリティ鈴鹿ベルシティ店（現・メガスポーツ鈴鹿店）、2Fにはボウリング場のBOWLEX鈴鹿（現在は撤退）が置かれ、その間に1本の専門店街が設けられた。面積では桑名市のイオンモール桑名（旧：マイカル桑名、イオン桑名ショッピングセンター）に次ぐ、三重県下最大級の規模を持つショッピングセンターである。
2002年（平成14年）6月1日には新たに、「生活充実館」をコンセプトにタワーレコード鈴鹿店、ミドリ電化鈴鹿店などが入居するベルシティWESTを増床オープンしている。また、鈴鹿サティの閉店やイオングループによるマイカルグループへの支援の影響により、2003年（平成15年）7月12日にマイカルグループ以外のショッピングセンターでは初となるシネマコンプレックスのワーナー・マイカル・シネマズ鈴鹿ベルシティ（現・イオンシネマ鈴鹿）が移転オープンした。
その後、2007年（平成19年）9月22日には運営会社のイオンモールがダイヤモンドシティと合併を行ったことに伴い、名称を「イオンモール鈴鹿ベルシティ」へ変更。さらに 2008年（平成20年）〜2009年（平成21年）にかけ、レストラン街のリニューアル、フードコートのBOWLEX鈴鹿跡への移設拡大、本棟とWEST棟の連結などの大規模なリニューアルを行なっている。
2011年（平成23年）3月1日、キーテナントのジャスコ鈴鹿ベルシティ店が「ジャスコ」と「サティ」の店舗ブランド統一により「イオン鈴鹿ベルシティ店」に変更された。その後、2011年（平成23年）10月28日にSC名が現在のものに変更され、併せてイオンも鈴鹿ベルシティ店から鈴鹿店に変更された。
2015年（平成27年）4月1日、イオン鈴鹿店の食料品売り場の開店時間が午前7時 → 午前8時になった。
2017年（平成29年）11月23日、大規模リニューアル完了し、グランドオープン。他のイオンモールのリニューアルと同じく、フードコート拡大（名称もピクニックコートからフードフォレストに変更）、イオンラウンジ設置。床をカーペットに変更。なお、2014年（平成26年）以降に開店あるいはリニューアルした店は通常「イオンスタイル」変更するが、当店舗は「イオン鈴鹿店」のままである。
なお、一般道路を隔てたところに、イオンモールとは別会社のイオンタウン（旧：ロック開発）が運営する、実質な補完店舗であるイオンタウン鈴鹿（旧：ロックタウン鈴鹿ショッピングセンター）がある。

## テナント
建物は1階、2階が店舗、2階の北側と中央、3階-4階のすべてが駐車場となっている。
施設南側には、核店舗のイオン（2階はイオンスタイルストア）がある。
専門店街は2度に渡り増床しており、初期開業部はファッション、雑貨、飲食店が並び、1度目の増床部「WEST棟」には家電量販店、書店などの大型店舗が、2度目の増床部「シネマ棟」は1階はファッション、雑貨店が、2階はイオンシネマが入居する。

## 周辺への影響
このショッピングセンター開業以後、面する三重県道54号鈴鹿環状線（通称：中央道路）を中心に店舗の進出が増え、鈴鹿市の商業地図を塗り替えた。他方、神戸地区や白子地区などの旧市街地の衰退に拍車がかかる結果となった。イオン白子店が出店していた白子ショッピングタウンサンズも閉鎖され、建て替えにより規模を縮小し、小商圏の都市型ショッピングセンター・そよら鈴鹿白子として再開業している。
周囲は本田技研工業や旭化成などの工場がある工業地帯であるが、2007年、西側隣接地にイオンと大和ハウス工業の合弁でロックタウン鈴鹿ショッピングセンターがオープン、その後付近にアクロスプラザが開業するなど、近隣への商業集積が進んでいる。

## 備考
- 2008年（平成20年）4月4日まで三重テレビ放送で放送されていた情報番組『ワクドキ!元気』の生中継が不定期でベルシティより放送されていた。
- FM三重の音楽番組『サウンドストロール』の公開録音が月に1回開催されている。